# بطولة العالم لسباقات فورمولا 1 موسم 1984
بطولة العالم لسباقات فورمولا 1 موسم 1984 عقدت في سنة 1984 م، وفاز بها نيكي لاودا (بالإنجليزية: Niki Lauda)‏ من فريق ماكلارين (بالإنجليزية: McLaren)‏ بسيارته التقنيات أفانت غارد. نيكي لاودا الذي بدأ السباق في الخط رقم 0 حصل على أفضل توقيت في الجولة 5 من السباق في أسرع لفة له. هذا السائق في المجموع حصد 72 نقطة.

## الوصلات الخارجية
- الموقع الرسمي للفورمولا 1